# Heidi Blomstedt
Heidi Kristina Blomstedt nata Sibelius (Järvenpää, 20 giugno 1911 – Helsinki, 3 gennaio 1982) è stata un'artista finlandese.
Studiò all'Università di Arte e Design di Helsinki e lavorò come freelance e per la società finlandese di porcellane Arabia.
Con il marito, l'architetto Aulis Blomstedt,  ebbe quattro figli: Severi Blomstedt (1946–),  Petri Blomstedt (1941-1997), Anssi Blomstedt (1945–) e Juhana Blomstedt (1937-2010).
Il padre era il famoso compositore  Jean Sibelius.